# Andreae János
Andreae János (Joannes Andreae) (1625 körül – 1703 után) evangélikus pap.
1657 májusától Thököly István udvari papja volt Árva várában. Később Trsztenán szolgált lelkészként, 1672-ben fogságba került. Kiváltása után 1673-1684 között Rimabrézón, 1695–1703-ban pedig Bagyanban volt lelkész. 
Egy műve 1658-ban jelent meg Lőcsén: Lessus sane pressus et luctus velut fluctus sive epicedia honori et felici memoriae ... dn. Johannis Fejerpataki de Kleczen, ... comitis ... dn. Stephani Thoekoeli, perpetui de Kaysmarck etc. a servitiis ab annis XXVI. fidelissimi, capitanei in Arva annorum VI. ... qui ex hoc mundi salo in tranquillum coeli portum in Also Malatin domo sua die 12. Febr. anno 1658. placide emigravit, corpus vero exanime in templo S. Elisabethae die 10. Mart. inhumandum reliquit. In perpetuam grati animi significationem typis publicis facta et consecrata nomine aulae per Johannem Andreae a concion. sacris ejusd.